# Juuso Riksman
Juuso Riksman (ur. 1 kwietnia 1977 w Helsinkach) – fiński hokeista, reprezentant Finlandii, działacz hokejowy.

## Kariera
- HIFK U20 (1994-1998)
- Hermes (1999)
- Kiruna IF (1999-2000)
- Hermes (2000-2001)
- KJT (2001)
- FPS (2001)
- HIFK (2001-2002)
- MODO (2002-2004)
- Alleghe (2004)
- Ilves (2004-2005)
- Ässät (2005-2006)
- Jokerit (2006-2007)
- Peoria Rivermen (2007)
- Färjestad (2007-2008)
- Łokomotiw Jarosław (2008)
- Jokerit (2008-2010)
- HIFK (2010-2012)
  -  Kiekko-Vantaa (2011)
- Jokerit (2008-2010)
- Blues (2012-2013)
- Ässät (2013-2015)
- HC Pustertal–Val Pusteria (2015-2016)
- EC Red Bull Salzburg (2016)

Wychowanek klubu EPS. Wieloletni zawodnik rodzimych rozgrywek Liiga. Od maja 2013 zawodnik Ässät. Od lipca 2015 do końca stycznia 2016 zawodnik włoskiego klubu Val Pusteria. Od lutego 2016 zawodnik EC Red Bull Salzburg.
Uczestniczył w turnieju mistrzostw świata w 2009.
W sezonie 2018/2019 pracował jako skaut dla Philadelphia Flyers. W 2020 został prezydentem klubu Kokkolan Hermes.

## Sukcesy
Reprezentacyjne
- Złoty medal mistrzostw świata juniorów do lat 18: 2000
- Brązowy medal mistrzostw świata do lat 18: 2001
- Srebrny medal mistrzostw świata juniorów do lat 20: 2001
- Brązowy medal mistrzostw świata do lat 20: 2002, 2003
- Srebrny medal Pucharu Świata: 2004
- Srebrny medal mistrzostw świata: 2007

Klubowe
- Awans do Allsvenskan: 2000 z Kiruną
- Srebrny medal mistrzostw Finlandii: 2006, 2007
- Złoty medal mistrzostw Finlandii: 2011 z HIFK
- Złoty medal mistrzostw Austrii: 2016 z EC Red Bull Salzburg

Indywidualne
- SM-liiga 2005/2006:
  - Najlepszy bramkarz miesiąca - grudzień 2005
  - Trofeum Urpo Ylönena - najlepszy bramkarz sezonu
  - Skład gwiazd sezonu
- SM-liiga (2008/2009):
  - Pierwsze miejsce w klasyfikacji skuteczności interwencji: 94,3%
  - Trofeum Lassego Oksanena - najlepszy zawodnik w sezonie zasadniczym
  - Trofeum Urpo Ylönena - najlepszy bramkarz sezonu
  - Kultainen kypärä (Złoty Kask)
  - Skład gwiazd sezonu
- SM-liiga (2010/2011):
  - Trofeum Urpo Ylönena - najlepszy bramkarz sezonu
  - Skład gwiazd sezonu